# Achias aspiciens
Achias aspiciens är en tvåvingeart som beskrevs av Walker 1864. Achias aspiciens ingår i släktet Achias och familjen bredmunsflugor. Inga underarter finns listade i Catalogue of Life.